# Mobile nichtnavigatorische Ortungsfunkstelle
Mobile nichtnavigatorische Ortungsfunkstelle (englisch radiolocation mobile station) ist – entsprechend Artikel 1.89 der Vollzugsordnung für den Funkdienst (VO Funk) der Internationalen Fernmeldeunion (ITU) – definiert als „Funkdienst des nichtnavigatorischen Ortungsfunkdienstes, die dazu bestimmt ist, während der Bewegung oder während des Haltens an beliebigen Orten betrieben zu werden.“

## Einordnung
Jede Ortungsfunkstelle wird dem Funkdienst zugeordnet, an dem sie ständig oder zeitweilig teilnimmt. Gemäß VO Funk (Artikel 1) ist diese Funkstell wie folgt einzuordnen:
Ortungsfunkstelle (Artikel 1.86) im Ortungsfunkdienst (Artikel 1.40)
- Mobile Navigationsfunkstelle (Artikel 1.87) im Navigationsfunkdienst (Artikel 1.40)
- Ortsfeste Navigationsfunkstelle (Artikel 1.88) im Navigationsfunkdienst
- Mobile nichtnavigatorische Ortungsfunkstelle

## Auswahl mobiler nichtnavigatorischer Ortungsfunkstellen

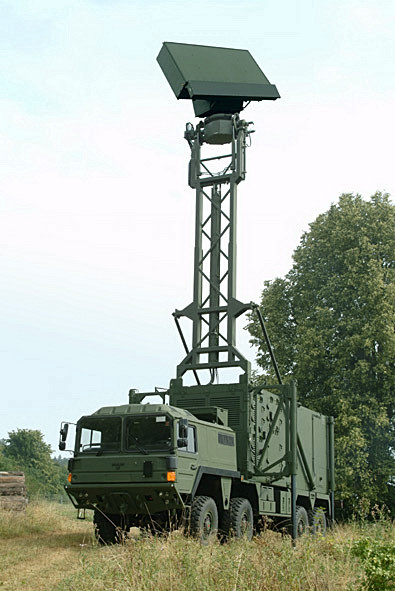
Air Surveillance Radar TRML-3D
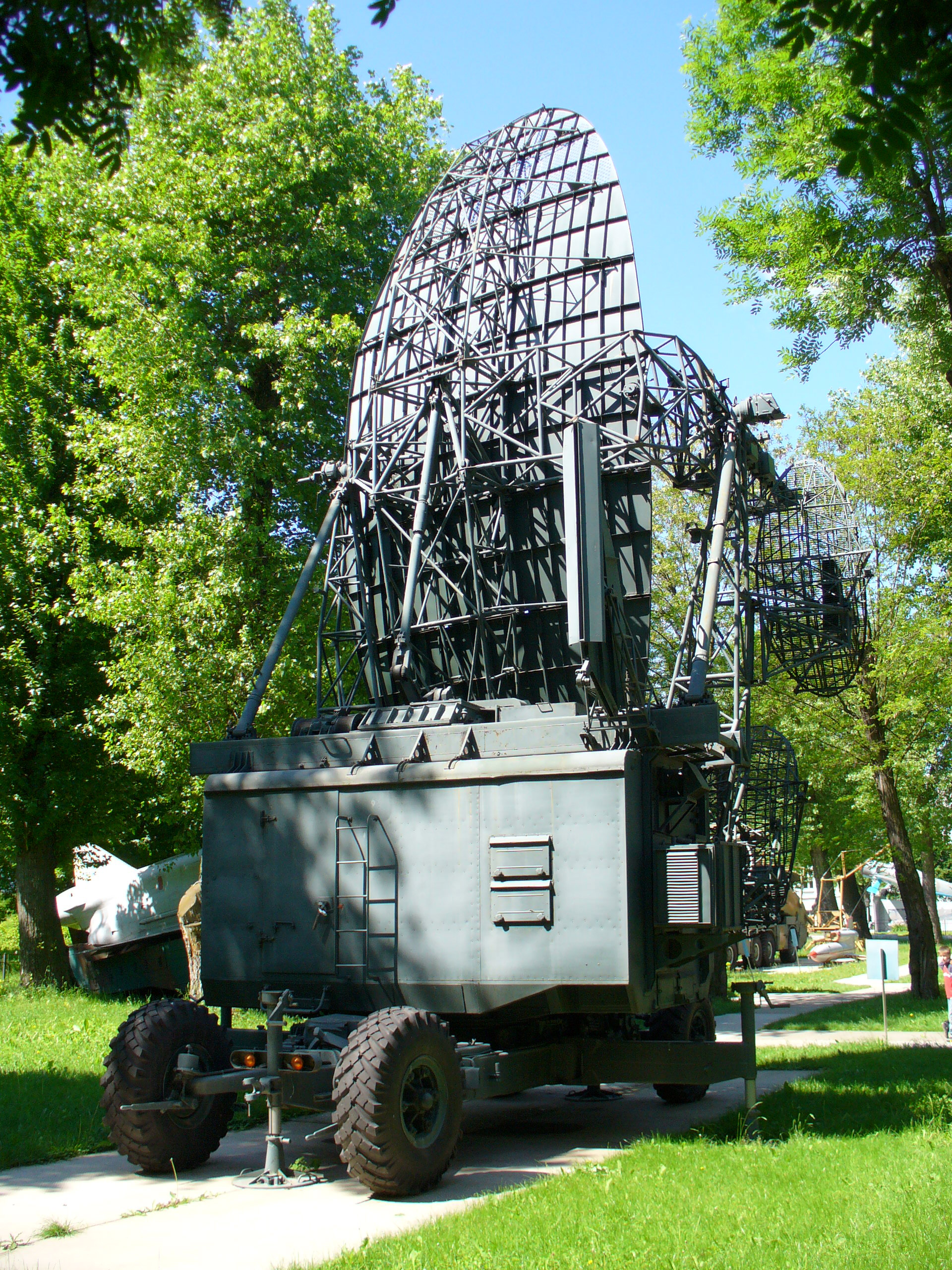
Höhenfinder Radar
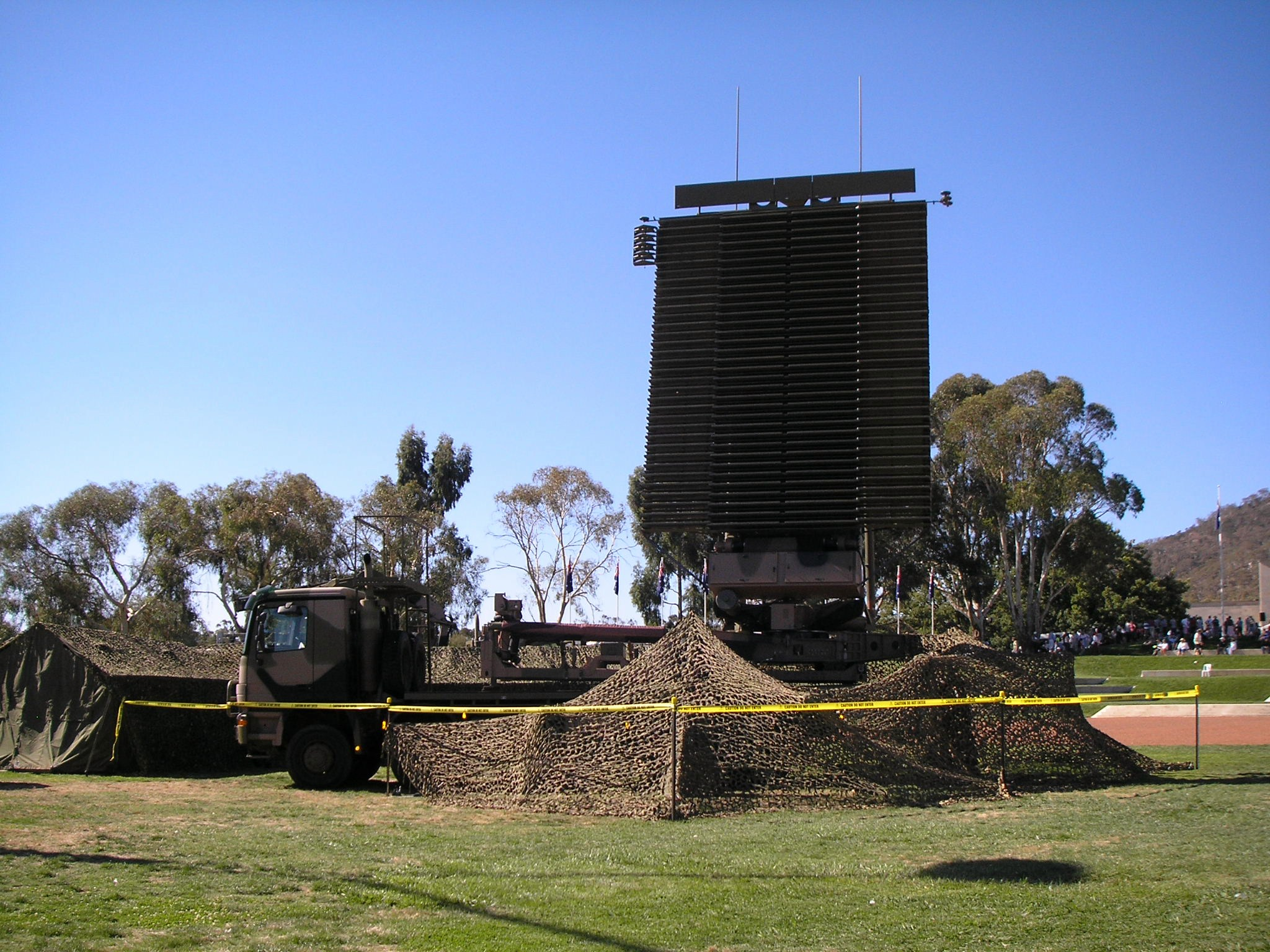
RAAF Radar, AN/TPS-77
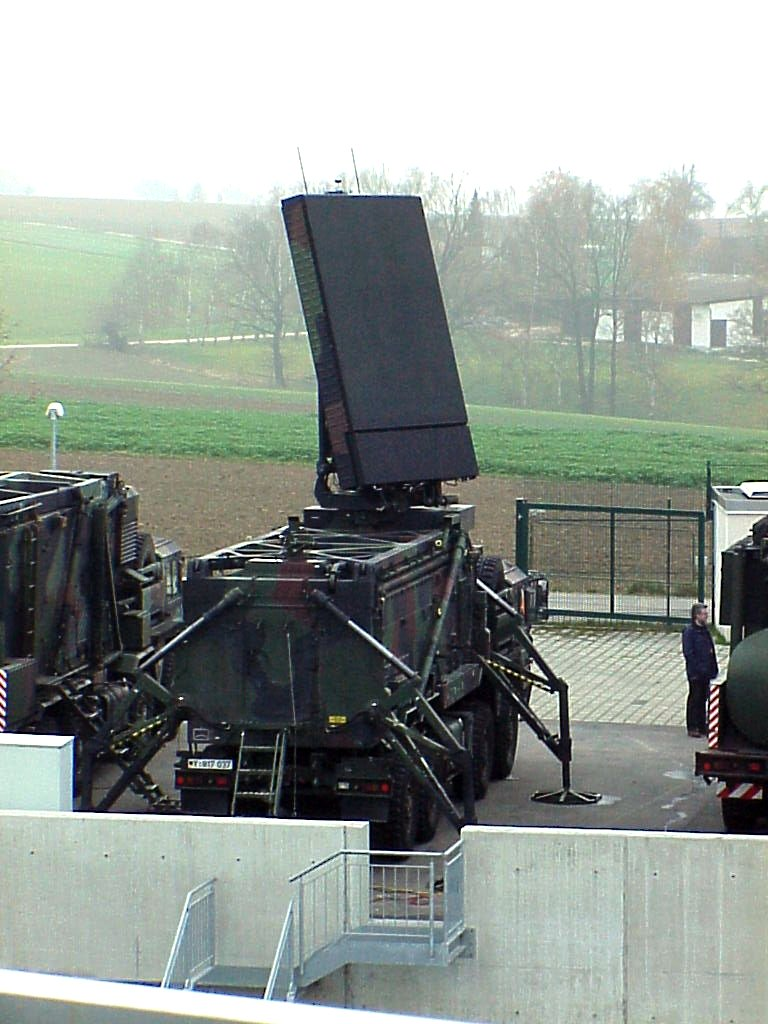
Radarsensor LÜR der Luftwaffe
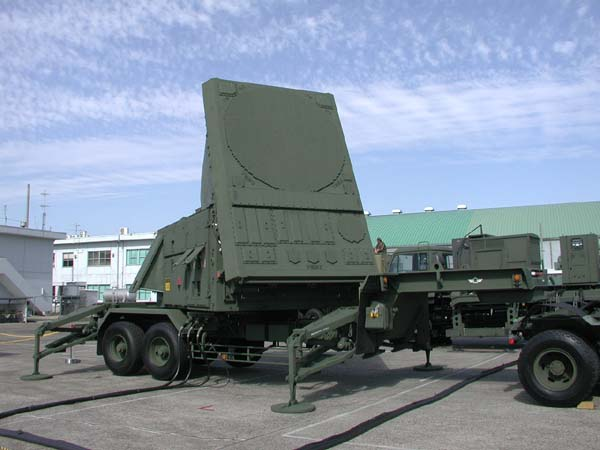
MIM-104 Patriot Radar
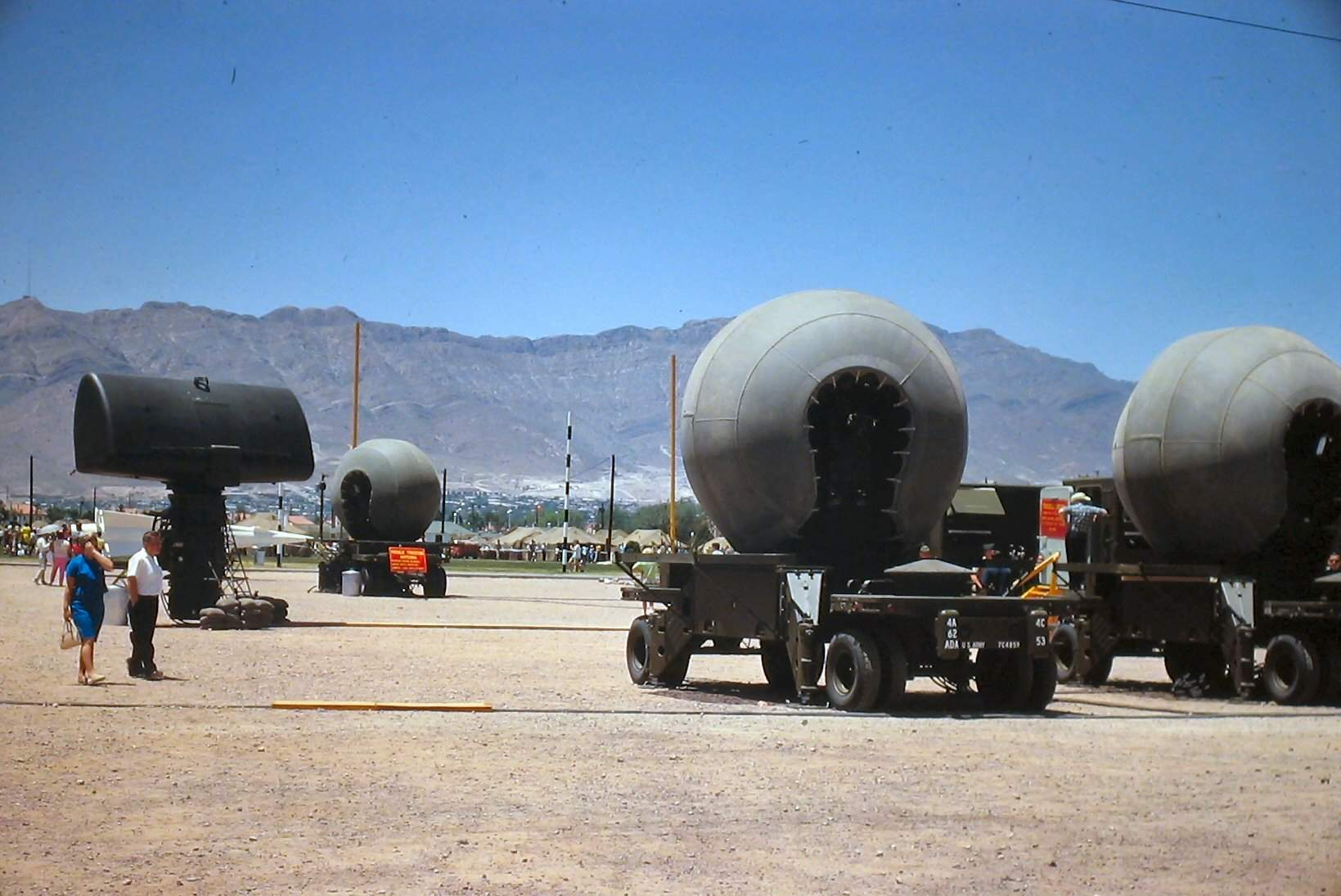
Nike Hercules IFC Radaorsensoren LOPAR, MTR, TTR, und TRR (v. l. n. r.)
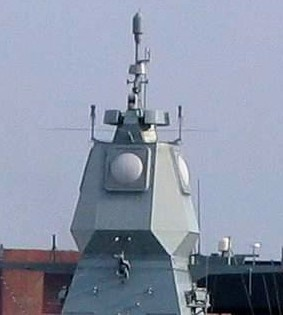
APAR-Radar der Fregatte Hamburg
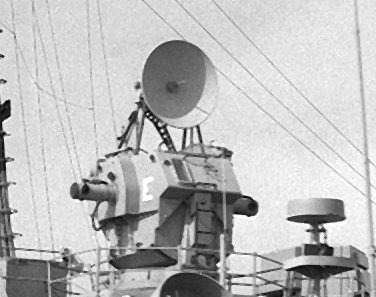
Waffenleitradar
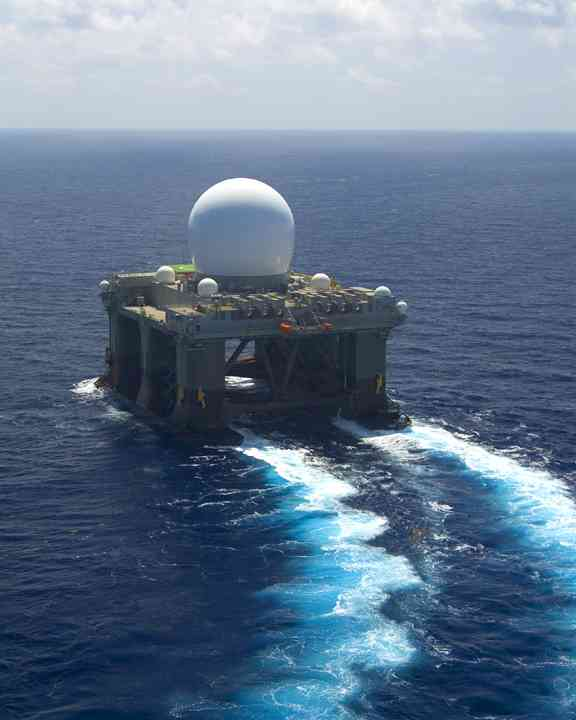
Maritimes X-Band Radar in Marschlage
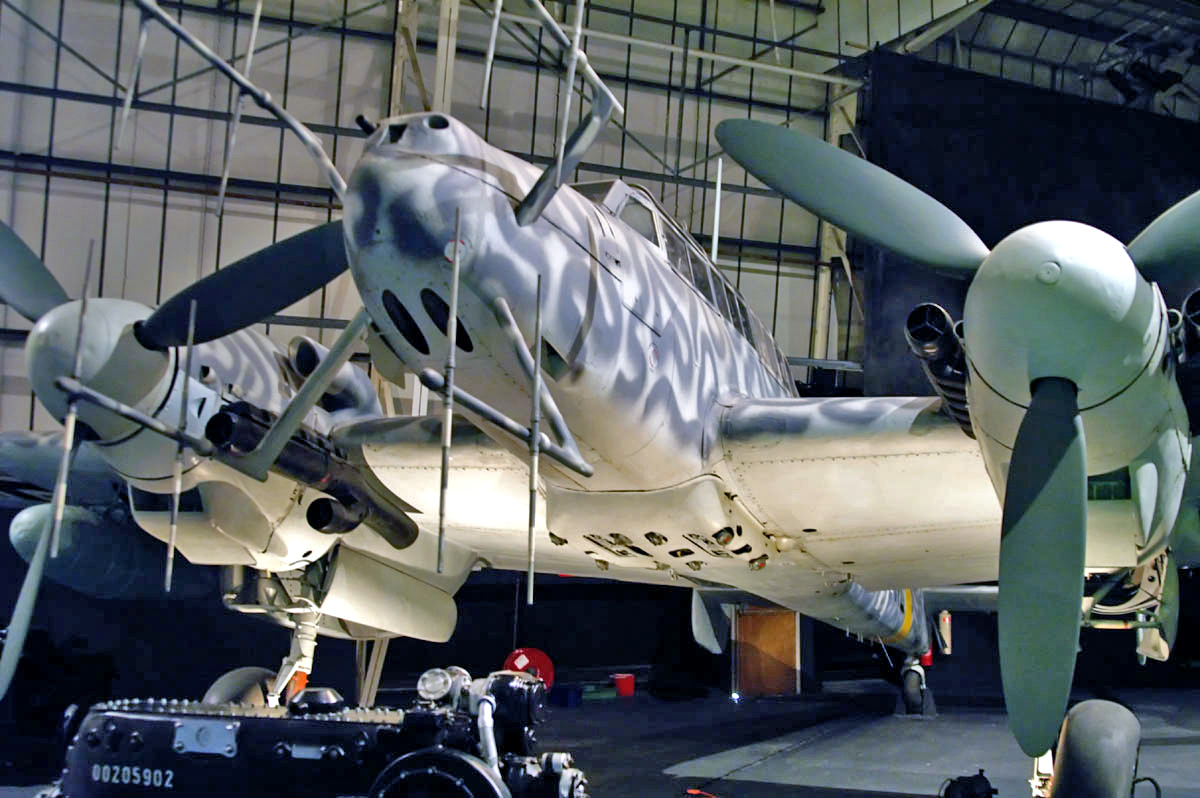
Flugzeugradar „Lichtenstein SN-2“ in der ME Bf 110G